# Síndrome de HELLP
Síndrome de HELLP é uma complicação da gravidez caracterizada por hemólise, enzimas hepáticas elevadas e baixa contagem de plaquetas. Tem geralmente início no último trimestre da gravidez ou imediatamente após o parto. Os sintomas mais comuns são cansaço, retenção de líquidos, dores de cabeça, náuseas, dor na parte superior do abdómen, visão turva, hemorragias nasais ou ataques epilépticos. Entre as possíveis complicações estão a coagulação intravascular disseminada, descolamento prematuro da placenta e insuficiência renal.
Desconhecem-se as causas da doença. A sua ocorrência está associada à pré-eclampsia ou eclampsia. Entre outros fatores de risco estão antecedentes de síndrome de HELLP, idade materna superior a 25 anos e ser de etnia branca. O mecanismo subjacente pode envolver anomalias no desenvolvimento da placenta. O diagnóstico é geralmente feito com análises ao sangue para detecção de sinais de destruição dos glóbulos vermelhos (lactato desidrogenase superior a 600 U/l), aspartato aminotransferase superior a 70 U/l e plaquetas inferiores a 100x109/l. Quando estão presentes os três critérios, a síndrome denomina-se completa, caso contrário denomina-se incompleta.
O tratamento geralmente consiste na realização do parto assim que possível, principalmente quando a gravidez está além das 34 semanas de gestação. É possível administrar medicamentos para fazer baixar a pressão arterial e em alguns casos podem ser necessárias transfusões de sangue. Nos casos em que a doença ocorre mais cedo durante a gravidez, podem ser necessários corticosteroides para acelerar o desenvolvimento dos pulmões do feto.
A síndrome de HELLP ocorre em cerca de 0,7% das gravidezes e afeta cerca de 15% das mulheres com eclampsia ou pré-eclampsia grave. A morte materna é pouco comum. O prognóstico para o bebé está geralmente relacionado com o tempo de prematuridade do parto. A síndrome foi denominada em 1982.

## História
Em 1954 Pritchard descreveu a Toxémia gravídica na sua segunda fase, a eclâmpsia,  no estádio mais grave no qual predomina a coagulação intravascular disseminada (CIVD) e notou que havia um padrão laboratorial ligeiramente diferente, com presença predominante de hemólise. A descrição que Pritchard fez assemelha-se muito ao que é conhecido em hematologia por anemia hemolítica microangiopática. A alteração das enzimas hepáticas, é secundária à destruição celular (são enzimas intra-celulares que saem da célula em caso de ruptura da membrana celular), não são específicos de lesão hepática apesar de haver insuficiência deste órgão na CIVD em estádio avançado; qualquer lesão, cardíaca ou muscular eleva esses enzimas.
Em 1982 Louis Weinstein esta tríade laboratorial de síndrome de HELLP acrónimo que reúne as primeiras letras de cada um dos principais sinais clínicos em inglês (Hemolysis, Elevated Liver enzymes, Low Platelet count) e que descreve rapidamente a síndrome laboratorial que acompanha a eclâmpsia no auge da sua gravidade